# Lactuca marunguensis
Lactuca marunguensis là một loài thực vật có hoa trong họ Cúc. Loài này được Lawalrée mô tả khoa học đầu tiên năm 1985.